# 3655 Eupraksia
3655 Eupraksia је астероид са средњом удаљеношћу од Сунца која износи 4,028 астрономских јединица (АЈ).
Апсолутна магнитуда астероида је 10,9.